# Accipiter meyerianus
El azor de Meyer (Accipiter meyerianus) es una especie de ave falconiforme de la familia Accipitridae que habita desde las islas Molucas a Nueva Guinea, así como Nueva Bretaña y Salomón; no se conocen subespecies.
El nombre conmemora a Adolf Bernard Meyer (1840-1911), un antropólogo y ornitólogo alemán.